# エウジェーニオ・ランデシオ
エウジェーニオ・ランデシオ（Eugenio Landesio、1809年か1810年1月生まれ、1879年1月29日没）はイタリア生まれの画家である。1855年から1873年の間、メキシコシティーの美術学校、アカデミア・デ・サン・カルロスで美術教師を務めた。

## 略歴
イタリア、トリノ県のヴェナリーア・レアーレで生まれた。銀細工師の息子で、絵が好きであったことから父親に勧められて画家の道に進んだ。1820年にローマに留学していたフランスの画家アメデ・ブルジョワ(Amédée Bourgeois: 1798-1837)に学んだ後、1830年代にローマで活動していたハンガリー生まれの画家、マルコー・カーロイ(1791-1860)の弟子になった
。おもにローマで働き、マルコー・カーロイのスタイルの風景画を描き1832年と1839年のローマ展覧会に作品を出展し、1839年にはベルリンの芸術アカデミーの展覧会にも出展した.。
1846年からメキシコシティーの美術学校、アカデミア・デ・サン・カルロスの絵画部門のディレクター、ペレグリ・クラーベ(1811-1880)とは、クラーベが1830年代にローマに留学していた時代からの知り合いで、クラーベの推薦でアカデミーの教師として招かれることになった。1855年1月にメキシコシティーに赴任し、風景画や遠近法や装飾技法などの美術理論を教えた。アカデミーの学生のために風景画の技術なとに関する3冊の教科書を執筆し、これらは1866年から1868年の間に出版された。ランデシオに学んだ学生にはホセ・マリア・ベラスコ・ゴメス・オブレゴンらがいる.。
1872年に自由主義的なメキシコ大統領ベニート・フアレスが亡くなり、セバスティアン・レルド・デ・テハーダが大統領を継いだ時、政治的な問題でアカデミーを辞任し帰国したとされる。
1879年1月29日にローマで死去した。

## 作品

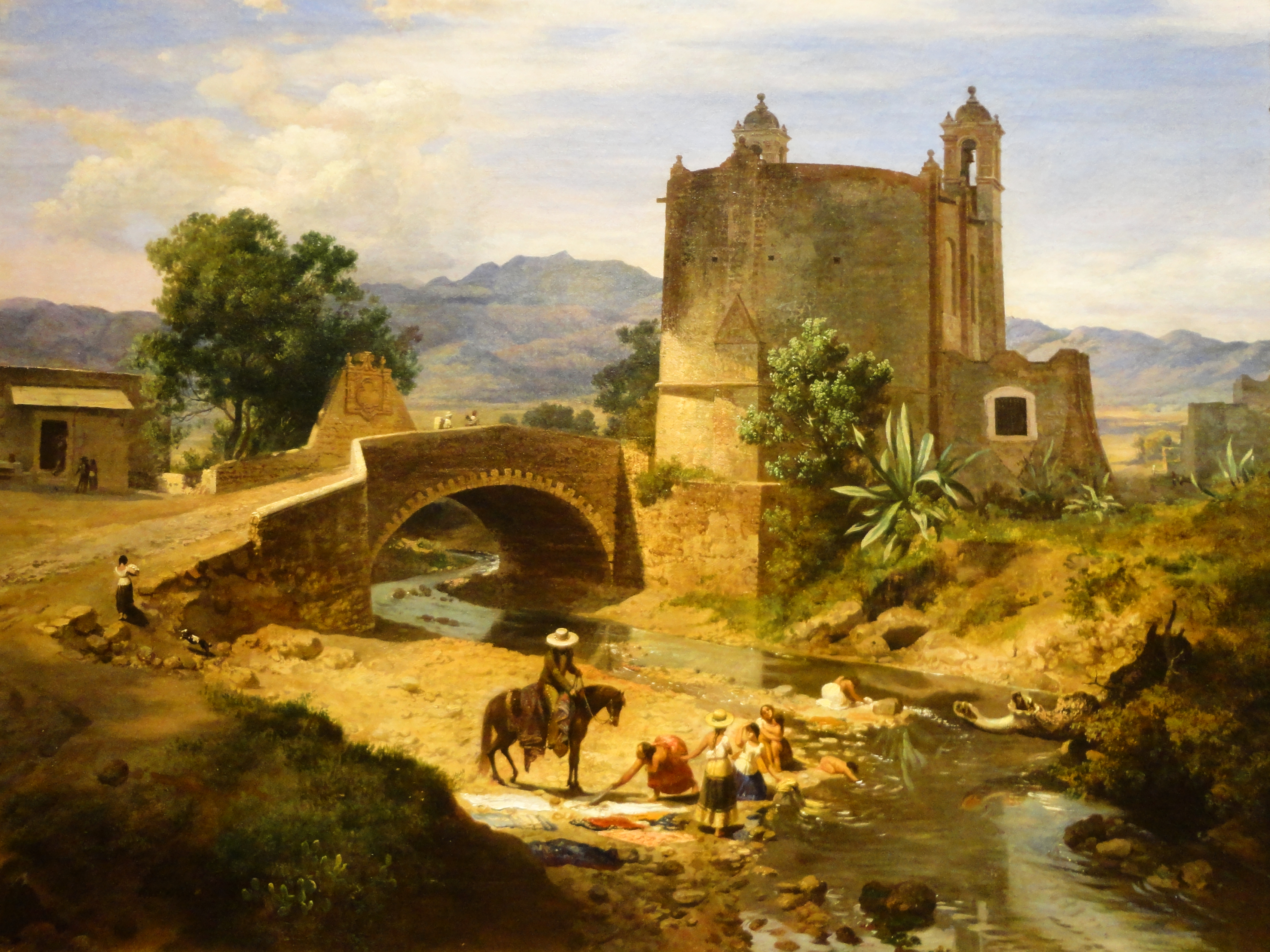
サン・アントニオ橋 (1855) Museo Nacional de San Carlos
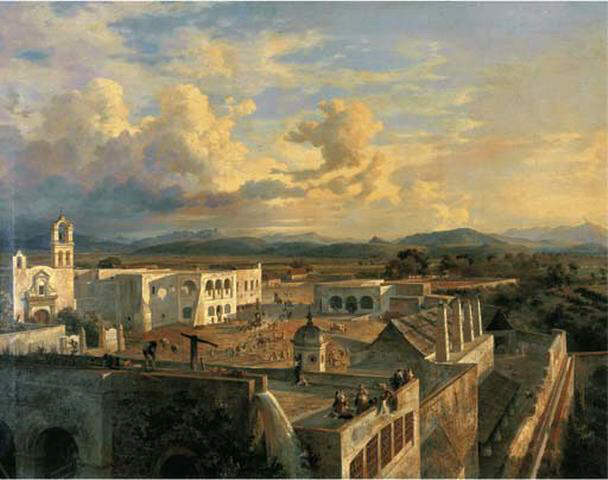
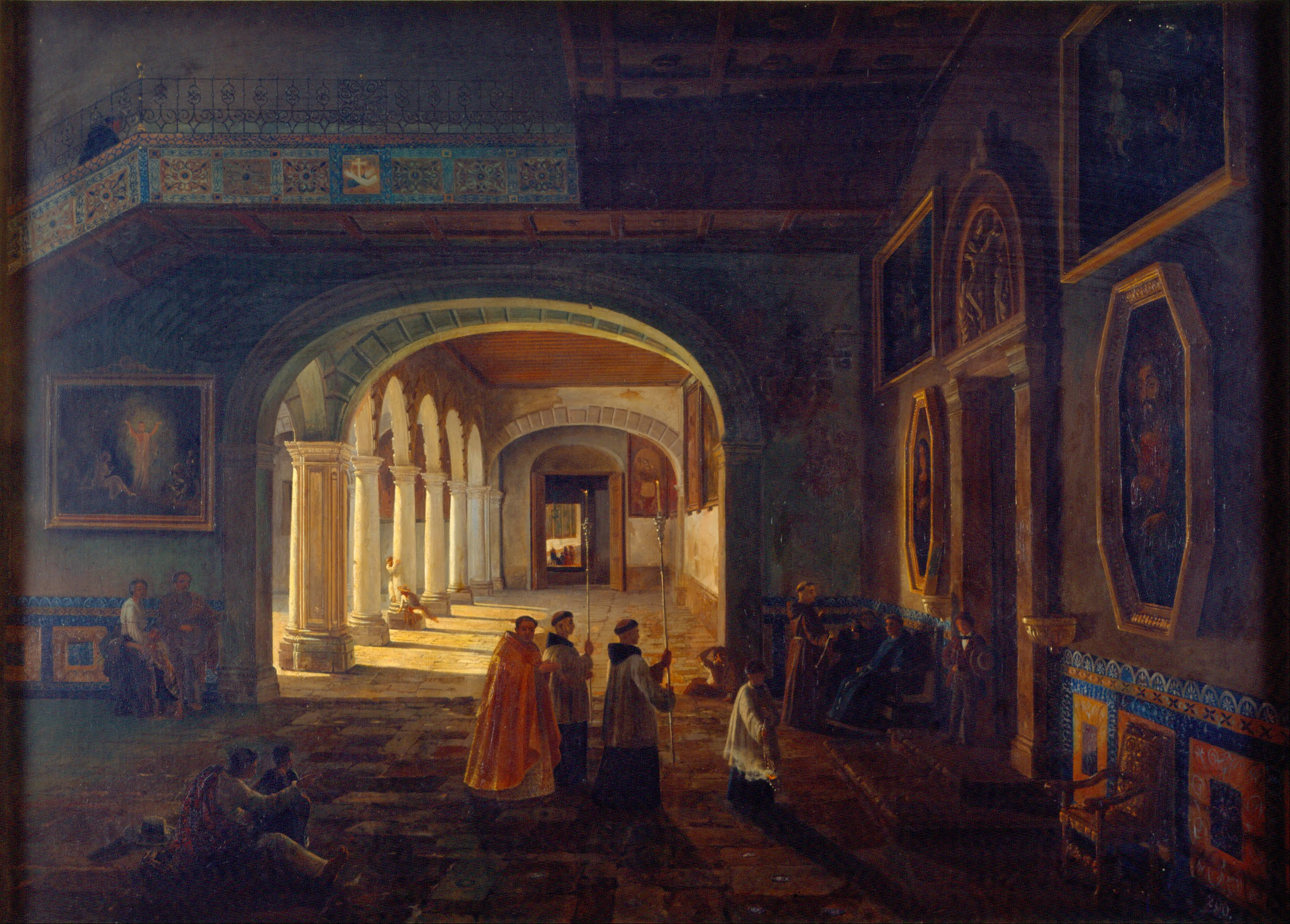
メキシコシティーのサンフランシスコ修道院
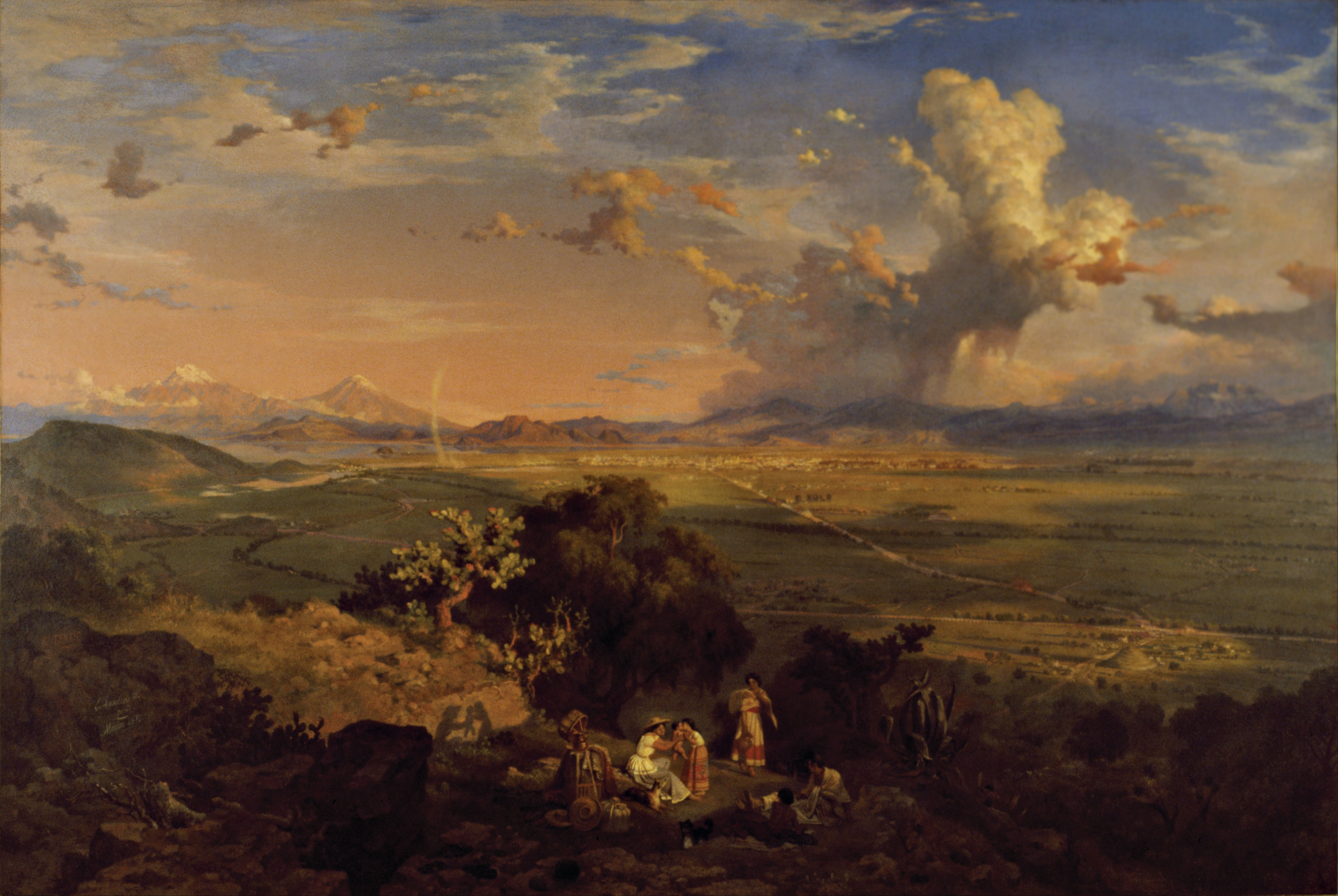
メキシコの風景(1870)